# Liste der denkmalgeschützten Objekte in Bad Hall
Die Liste der denkmalgeschützten Objekte in Bad Hall enthält die 25 denkmalgeschützten, unbeweglichen Objekte der Gemeinde Bad Hall im oberösterreichischen Bezirk Steyr-Land.

## Denkmäler
| Foto |                 | Denkmal                                                                             | Standort                                       | Beschreibung | Metadaten |
| ---- | --------------- | ----------------------------------------------------------------------------------- | ---------------------------------------------- | --- | --- |
| ja   | Datei hochladen | Aufnahmsgebäude Bad Hall HERIS-ID: 23034 Objekt-ID: 19381                           | Bahnhofstraße 12 Standort KG: Bad Hall         | Der Bahnhof von Bad Hall war der Endpunkt der Bahnlinien von Rohr nach Bad Hall von 1887 bis 1989, sowie der Nebenlinie der Steyrtalbahn von Pergern nach Bad Hall von 1891 bis 1953. Das Aufnahmsgebäude wurde 1905 errichtet und 1914 im Jugendstil erweitert. Seit dem Umbau im Jahre 2009 ist es Teil des Einkaufszentrums „Am Bahnhof“.                                                                             | BDA-Hist.: Q37873954 Status: Bescheid Stand der BDA-Liste: 2025-06-30 Name: Aufnahmsgebäude Bad Hall GstNr.: 667/6                                                                                   |
| ja   | Datei hochladen | Villa HERIS-ID: 62580 Objekt-ID: 75139                                              | Dr.-Karl-Renner-Straße 3 Standort KG: Bad Hall | | BDA-Hist.: Q38100337 Status: § 2a Stand der BDA-Liste: 2025-06-30 Name: Villa GstNr.: 44/2 |
| ja   | Datei hochladen | Wohnhaus HERIS-ID: 62574 Objekt-ID: 75133                                           | Eduard-Bach-Straße 3 Standort KG: Bad Hall     | | BDA-Hist.: Q38100277 Status: § 2a Stand der BDA-Liste: 2025-06-30 Name: Wohnhaus GstNr.: .64/1 |
| ja   | Datei hochladen | Heimatmuseum, ehem. Kaiser Joseph Badehaus HERIS-ID: 62575 Objekt-ID: 75134         | Eduard-Bach-Straße 4 Standort KG: Bad Hall     | Das Museum Forum Hall wurde 1908 vom Land Oberösterreich als zweites Kurhaus errichtet. Von der von Mauriz Balzarek geplanten Inneneinrichtung im Jugendstil blieb die Eingangshalle erhalten. Seit 1990 beherbergt es ein Heimatmuseum, 1995 kamen das Handwerkermuseum und das Haustürenmuseum dazu. Die Museen werden nunmehr gemeinsam als Museum Forum Hall geführt.                                                | BDA-Hist.: Q38100287 Status: § 2a Stand der BDA-Liste: 2025-06-30 Name: Heimatmuseum, ehem. Kaiser Joseph Badehaus GstNr.: .278 Ehemaliges Kaiser Joseph Badehaus, Bad Hall                          |
| ja   | Datei hochladen | Landeskurheim HERIS-ID: 62584 Objekt-ID: 75143                                      | Franz-Josef-Straße 8 Standort KG: Bad Hall     | Das neoklassizistische Landeskurheim wurde 1853 bis 1855 als erstes Badehaus von Bad Hall errichtet. Die Pläne dazu stammen von dem Architekten Paul Sprenger. | BDA-Hist.: Q38100384 Status: § 2a Stand der BDA-Liste: 2025-06-30 Name: Landeskurheim GstNr.: .58/2, .58/3 Altes Badehaus, Bad Hall                                                                  |
| ja   | Datei hochladen | Haus Hindenburg HERIS-ID: 62577 Objekt-ID: 75136                                    | Hauptplatz 29 Standort KG: Bad Hall            | | BDA-Hist.: Q38100305 Status: § 2a Stand der BDA-Liste: 2025-06-30 Name: Haus Hindenburg GstNr.: .150/2                                                                                               |
| ja   | Datei hochladen | Rathaus HERIS-ID: 62576 Objekt-ID: 75135                                            | Hauptplatz 5 Standort KG: Bad Hall             | Ein spätklassizistischer Bau aus der Mitte des 19. Jahrhunderts mit einem Uhrturm in der Mittelachse. | BDA-Hist.: Q38100297 Status: § 2a Stand der BDA-Liste: 2025-06-30 Name: Rathaus GstNr.: .130 Rathaus Bad Hall                                                                                        |
| ja   | Datei hochladen | Kath. Pfarrkirche hl. Erlöser HERIS-ID: 52036 Objekt-ID: 58027                      | Kirchenplatz 5 Standort KG: Bad Hall           | Die Pfarrkirche (hl. Erlöser) ist ein neugotischer Sakralbau, der in der Zeit von 1869 bis 1888 von Dombaumeister Otto Schirmer errichtet wurde. | BDA-Hist.: Q23541605 Status: § 2a Stand der BDA-Liste: 2025-06-30 Name: Kath. Pfarrkirche hl. Erlöser GstNr.: .108 Bad Hall Kath.Pfarrkirche hl. Erlöser                                             |
| ja   | Datei hochladen | WC-Anlage HERIS-ID: 62586 Objekt-ID: 75145                                          | Kurpark Standort KG: Bad Hall                  | Die WC-Anlagen im Kurpark wurden nach Plänen von Mauriz Balzarek errichtet. Anmerkung: Im Kurpark befinden sich zwei ehemalige WC-Anlagen. Der Denkmalschutz bezieht sich nur auf das Häuschen auf dem Grundstück Bad Hall 683/1. | BDA-Hist.: Q38100404 Status: § 2a Stand der BDA-Liste: 2025-06-30 Name: WC-Anlage GstNr.: 683/1 WC-Anlage, Kurpark Bad Hall                                                                          |
| ja   | Datei hochladen | Musikpavillon HERIS-ID: 62587 Objekt-ID: 75146                                      | Kurpark Standort KG: Bad Hall                  | Der Musikpavillon im Kurpark von Bad Hall wurde 1912 nach Plänen von Mauriz Balzarek errichtet. Die strenge Geometrie und die pylonartigen Seitenpfeiler (deren ursprüngliche Dekoration im Jugendstil nicht mehr erhalten ist) lassen eine Nähe zur Wagner-Schule erkennen. | BDA-Hist.: Q38100414 Status: § 2a Stand der BDA-Liste: 2025-06-30 Name: Musikpavillon GstNr.: 10 Musikpavillon Kurpark Bad Hall                                                                      |
| ja   | Datei hochladen | Brunnen HERIS-ID: 62588 Objekt-ID: 75147                                            | Kurpark Standort KG: Bad Hall                  | Der Brunnen mit der gusseisernen Figur des Brunnenweibchens wurde 1862 im Kurpark von Bad Hall aufgestellt. Es ist nicht bekannt, wer diese Figur geschaffen hat. | BDA-Hist.: Q38100424 Status: § 2a Stand der BDA-Liste: 2025-06-30 Name: Brunnen GstNr.: 10, 11 |
| ja   | Datei hochladen | Trinkhalle HERIS-ID: 62581 Objekt-ID: 75140                                         | Kurpromenade 1a Standort KG: Bad Hall          | Der vordere Teil wurde 1873 im neoklassizistischen Stil als Trink- und Wandelhalle für die Kurgäste gebaut. Die Erweiterungen der Jahre 1928 bis 1930 stammen von Clemens Holzmeister. Da die Soletrinkkuren an Bedeutung verloren haben, wird die Trinkhalle als Gästezentrum und Veranstaltungsort genutzt. | BDA-Hist.: Q38100356 Status: § 2a Stand der BDA-Liste: 2025-06-30 Name: Trinkhalle GstNr.: .58/1 Trinkhalle Bad Hall                                                                                 |
| ja   | Datei hochladen | Rabl-Villa HERIS-ID: 62582 Objekt-ID: 75141                                         | Kurpromenade 2 Standort KG: Bad Hall           | Der Badearzt Johann Rabl ließ 1866 den ursprünglich symmetrischen Bau in „palladianisch ausgerichteter Optik“ errichten. Der symmetrische Eindruck der Villa ging 1878 durch den Anbau eines Turmes verloren. Seit 2012 ist die Villa unbewohnt und nur gelegentlich für Veranstaltungen geöffnet. | BDA-Hist.: Q38100365 Status: § 2a Stand der BDA-Liste: 2025-06-30 Name: Rabl-Villa GstNr.: .26/3 Villa Rabl                                                                                          |
| ja   | Datei hochladen | Villa, Marienhof HERIS-ID: 62583 Objekt-ID: 75142                                   | Kurpromenade 3 Standort KG: Bad Hall           | Der Marienhof wurde 1882 als Dependance des Hotels Elisabeth errichtet. | BDA-Hist.: Q38100375 Status: § 2a Stand der BDA-Liste: 2025-06-30 Name: Villa, Marienhof GstNr.: .242 Marienhof, Bad Hall                                                                            |
| ja   | Datei hochladen | Villa Porsche mit Gartenzaun HERIS-ID: 108289seit 2025                              | Linzer Straße 2 Standort KG: Bad Hall          | | BDA-Hist.: Q135183752 Status: Bescheid Stand der BDA-Liste: 2025-06-30 Name: Villa Porsche mit Gartenzaun GstNr.: .276, 231/8                                                                        |
| ja   | Datei hochladen | Villa Lang HERIS-ID: 45123 Objekt-ID: 46021                                         | Linzer Straße 13 Standort KG: Bad Hall         | Die Villa wurde von August Lang entworfen und 1925/26 erbaut. | BDA-Hist.: Q38013487 Status: Bescheid Stand der BDA-Liste: 2025-06-30 Name: Villa Lang GstNr.: .336                                                                                                  |
| ja   | Datei hochladen | Aufbahrungshalle HERIS-ID: 62569 Objekt-ID: 75128                                   | Linzer Straße 25 Standort KG: Bad Hall         | Die spätsecessionistische Kapelle mit Heimatstilelementen stammt aus dem Jahr 1911 von Mauriz Balzarek. | BDA-Hist.: Q38100236 Status: § 2a Stand der BDA-Liste: 2025-06-30 Name: Aufbahrungshalle GstNr.: .312                                                                                                |
| ja   | Datei hochladen | Margarethenkapelle, Kirche unter den Sieben Linden HERIS-ID: 52037 Objekt-ID: 58028 | Margarethenplatz 5 Standort KG: Bad Hall       | Die Kapelle ist das älteste Gebäude des Marktes und wurde im 13. Jahrhundert im spätgotischen Stil errichtet. Bemerkenswert sind das Netzrippengewölbe und der Chorraum mit Fünfachtelschluss. An der Westseite ragt ein achteckiger eingebauter Turm empor. Der Tabernakelaufbau, Altargemälde und Statuen stammen aus der frühklassizistischen Zeit um 1785. Seit dem 19. Jahrhundert wird das Gebäude profan genutzt. | BDA-Hist.: Q23541737 Status: § 2a Stand der BDA-Liste: 2025-06-30 Name: Margarethenkapelle, Kirche unter den Sieben Linden GstNr.: .109 Margarethenkapelle, Kirche unter den Sieben Linden, Bad Hall |
| ja   | Datei hochladen | Landesvilla HERIS-ID: 62585 Objekt-ID: 75144                                        | Parkstraße 1 Standort KG: Bad Hall             | Der 1912 nach Plänen von Mauriz Balzarek errichtete Bau ist weitgehend im Originalzustand erhalten. Die Jugendstilelemente verbinden sich hier mit steilen Dächer und Giebelfassaden, die schon an den Heimatstil anknüpfen. Zusammen mit Dekorationen, die an den Rokoko erinnern, entstand ein Gebäude, das der Architekturkritiker Friedrich Achleitner „den bedeutendsten Jugendstilbau Oberösterreichs“ nennt.      | BDA-Hist.: Q38100394 Status: § 2a Stand der BDA-Liste: 2025-06-30 Name: Landesvilla GstNr.: 44/3 Landesvilla, Bad Hall                                                                               |
| ja   | Datei hochladen | Kurhotel Tassilo-Hotel, Villa Belle Vue HERIS-ID: 101353 Objekt-ID: 117678          | Parkstraße 4 Standort KG: Bad Hall             | | BDA-Hist.: Q37787613 Status: Bescheid Stand der BDA-Liste: 2025-06-30 Name: Kurhotel Tassilo-Hotel, Villa Belle Vue GstNr.: 24/2                                                                     |
| ja   | Datei hochladen | Evang. Pfarrhof, Gustav-Adolf-Haus HERIS-ID: 62571 Objekt-ID: 75130                 | Römerstraße 18 Standort KG: Bad Hall           | | BDA-Hist.: Q38100268 Status: § 2a Stand der BDA-Liste: 2025-06-30 Name: Evang. Pfarrhof, Gustav-Adolf-Haus GstNr.: 241/1                                                                             |
| ja   | Datei hochladen | Hospiz, ehem. Kinderheim HERIS-ID: 62578 Objekt-ID: 75137                           | Römerstraße 7 Standort KG: Bad Hall            | | BDA-Hist.: Q38100316 Status: § 2a Stand der BDA-Liste: 2025-06-30 Name: Hospiz, ehem. Kinderheim GstNr.: .275                                                                                        |
| ja   | Datei hochladen | Volksschule HERIS-ID: 62579 Objekt-ID: 75138                                        | Schulstraße 3 Standort KG: Bad Hall            | | BDA-Hist.: Q38100327 Status: § 2a Stand der BDA-Liste: 2025-06-30 Name: Volksschule GstNr.: .258 |
| ja   | Datei hochladen | Wohnhaus und Pension, Villa Albrecht HERIS-ID: 76713 Objekt-ID: 90303               | Schulstraße 5 Standort KG: Bad Hall            | | BDA-Hist.: Q38145479 Status: Bescheid Stand der BDA-Liste: 2025-06-30 Name: Wohnhaus und Pension, Villa Albrecht GstNr.: .304                                                                        |
| ja   | Datei hochladen | Evang. Pfarrkirche A.B. HERIS-ID: 62570 Objekt-ID: 75129                            | Schulstraße 9 Standort KG: Bad Hall            | → Hauptartikel : Evangelische Pfarrkirche Bad Hall f1 | BDA-Hist.: Q38100245 Status: § 2a Stand der BDA-Liste: 2025-06-30 Name: Evang. Pfarrkirche A.B. GstNr.: 241/1 Evangelische Pfarrkirche Bad Hall                                                      |

## Ehemalige Denkmäler
| Foto |                 | Denkmal                                   | Standort                               | Beschreibung | Metadaten                                                                                              |
| ---- | --------------- | ----------------------------------------- | -------------------------------------- | ------------ | --- |
| ja   | Datei hochladen | Villa, Josefinum Objekt-ID: 75132bis 2014 | Linzer Straße 14 Standort KG: Bad Hall |              | BDA-Hist.: Q106647260 Status: § 2a Stand der BDA-Liste: 2014-06-27 Name: Villa, Josefinum GstNr.: .268 |